# Harald Fridrich
Harald Fridrich (sinh ngày 22 tháng 2 năm 1998) là một cầu thủ bóng đá người România trung vệ cho CSM Lugoj theo dạng cho mượn từ Poli Timișoara.

## Sự nghiệp câu lạc bộ
Fridrich có màn ra mắt tại Liga I trong vòng đấu cuối cùng của mùa giải 2015-16 trước CSMS Iasi.